# Einsteinova aproximace
Einsteinova aproximace je čtrnáctý díl třetí řady amerického televizního seriálu Teorie velkého třesku. V této epizodě hostují Melissa Rauch, Yeardley Smith, Kevin Brief a Erin Pickett. Režisérem epizody je Mark Cendrowski.

## Děj
Sheldon si neví rady s fyzikálním problémem a tak se rozhodne zkusit si „obyčejnější“ zaměstnání. Jde tím ve stopách Alberta Einsteina, který na teorii relativity přišel při práci na patentovém úřadu. Mezitím jdou spolu Leonard, Penny, Howard a Bernadette (Melissa Rauch) na dvojité rande, což rozesmutní Raje, který má pocit, že je odstrčený.

## Obsazení
| Johnny Galecki | Leonard Hofstadter      |
| Jim Parsons    | Sheldon Cooper          |
| Kaley Cuoco    | Penny                   |
| Simon Helberg  | Howard Wolowitz         |
| Kunal Nayyar   | Raj Koothrappali        |
| Melissa Rauch  | Bernadette Rostenkowski |
| Yeardley Smith | Sandy                   |
| Kevin Brief    | Glen                    |
| Erin Pickett   | host v restauraci       |